# Клязьминский Городок
Клязьминский Городок — село в Ковровском районе Владимирской области России. Центр Клязьминского сельского поселения.
Население — ↘894 человек (2021).

## География
Село расположено на правом берегу реки Клязьмы, в 17 км к северо-востоку от Коврова.

## История
В 4 км от современного села существовал город Стародуб-на-Клязьме (Стародуб-Ряполовский), основанный в 1152 году Юрием Долгоруким.
10 августа 1659 года стольнику князю Владимиру Волконскому было дано из поместья в вотчину с поместного оклада 930 четвертей — 186 четвертей в селе Клязьминский Городок (ранее называемом «Кляземское городище») Стародуб-Ряполовского стана, Суздальского уезда на реке Клязьме.
5 августа 1691 года князь Волконский дал в приданое за дочерью Авдотьей стольнику боярину Михаилу Фокичу Грушецкому свою суздальскую вотчину Клязьминский Городок.
В 1803 году в селе вместо бывшей деревянной была построена каменная церковь с колокольней и оградой на средства помещика князя Петра Александровича Волконского и прихожан. Престолов в церкви было два: в холодной — в честь Покрова Пресвятой Богородицы и в тёплом приделе — во имя Святителя и Чудотворца Николая. Приход состоял из села и деревень: Хорятино, Ченцы, Чуткино, Близнино, Княгинкино, Репники, Бабириха, Голышево. С 1891 года в селе существовала церковно-приходская школа, имевшая собственное помещение.
В конце XIX — начале XX века село входило в состав Санниковской волости Ковровского уезда, с 1926 года — в составе Осиповской волости. В 1859 году в деревне числилось 84 двора, в 1905 году — 64 двора, в 1926 году — 86 дворов.
С 1929 года село являлось центром Клязьмо-Городецкого сельсовета Ковровского района, с 1940 года — центр Клязьминского сельсовета, с 2005 года — в составе Клязьминского сельского поселения.

## Население
| 1859 | 1905 | 1926 | 2002 | 2010 | 2021 |
| ---- | ---- | ---- | ---- | ---- | ---- |
| 473  | ↘175 | ↗483 | ↗998 | ↘919 | ↘894 |

## Инфраструктура
В селе расположены Клязьмогородецкая основная общеобразовательная школа (в 1983 году открыто новое здание), детский сад № 19 «Лучик», участковая поликлиника, операционная касса № 8611/0256 Сбербанка России, дом культуры, отделение федеральной почтовой связи.

## Достопримечательности
В селе церковь Покрова Пресвятой Богородицы (1803).

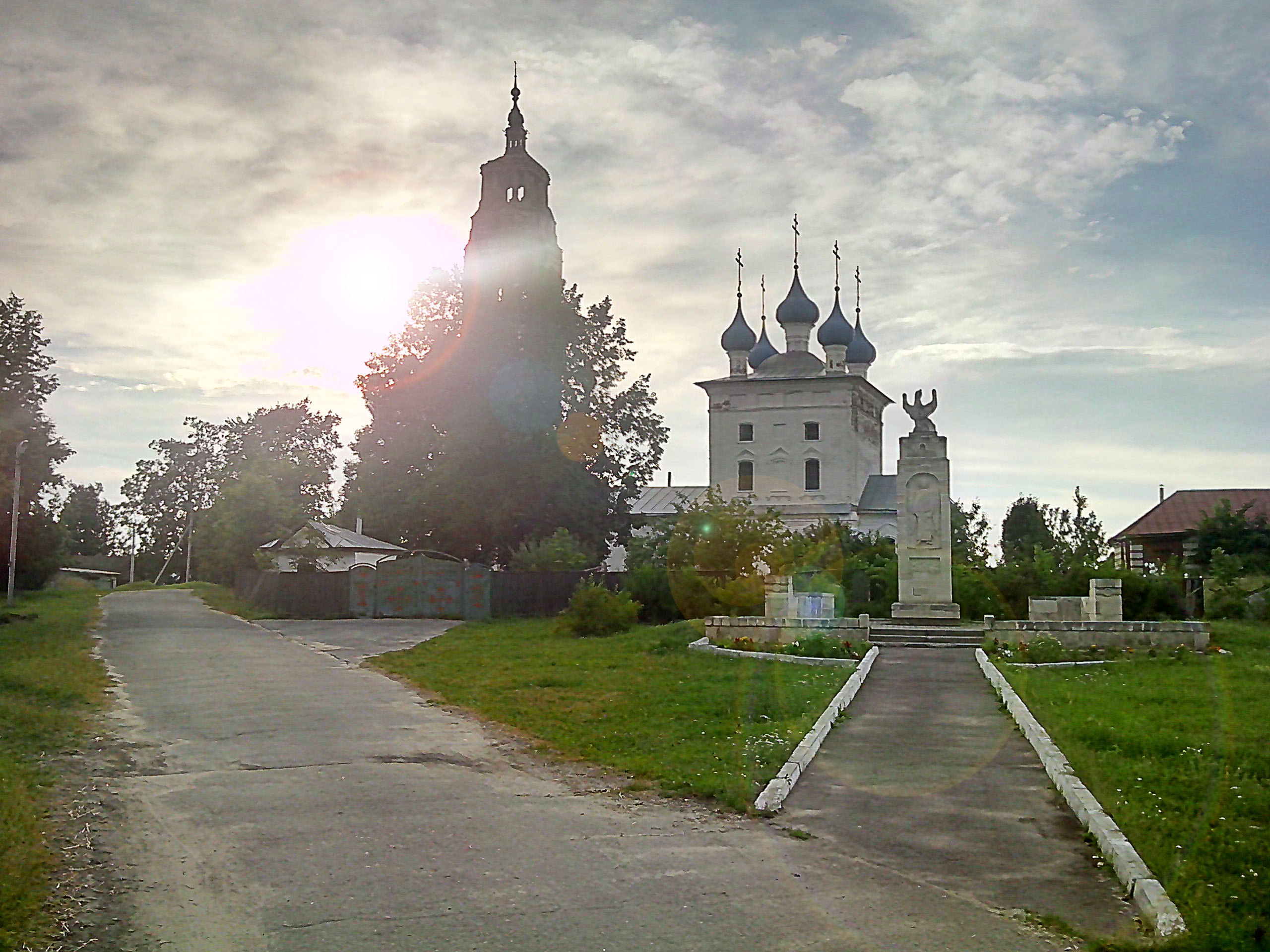
Церковь Покрова Богородицы (1803)
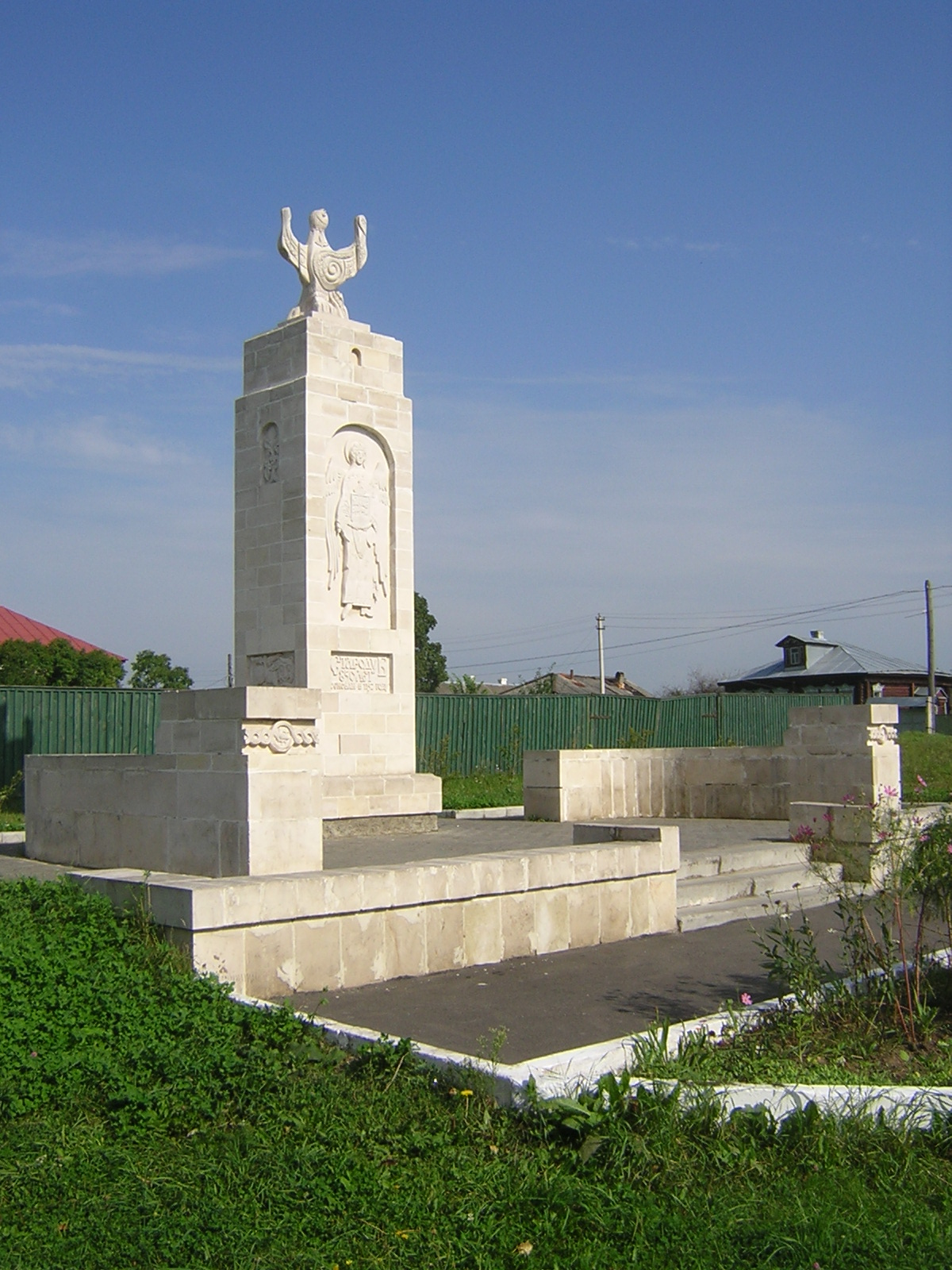
Стела в память о 850-летии Стародуба-на-Клязьме (2002)